# Avena canariensis
Avena canariensis es una especie de planta fanerógama perteneciente a la familia de las poáceas. Es originaria de las Islas Canarias.

## Descripción
Se trata de una planta anual, que se diferencia dentro del género en las islas Canarias por su inflorescencia laxa y unilateral y por la lema de las espiguillas, pelosa y bidentada

## Distribución
Avena canariensis es un endemismo de las islas Canarias.

## Etimología
Avena: nombre antiguo de una especie de gramínea.
canariensis: del archipiélago canario, en su sentido más amplio. 

## Nombre común
Se conoce como "balango canario"